# Барђелино (Болоња)
Барђелино је насеље у Италији у округу Болоња, региону Емилија-Ромања.
Према процени из 2011. у насељу је живело 102 становника. Насеље се налази на надморској висини од 35 м.